# Antônio de Melo Albuquerque
Antônio de Melo Albuquerque, o Melo Manso, (Rio Pardo, 4 de dezembro de 1803 - Cruz Alta, 20 de março de 1869), foi um militar brasileiro. Filho de Ricardo Antônio de Melo e Albuquerque e de Perpétua Felicidade de Borba, casou-se com Maria Lúcia do Pilar em 1834, com quem teve sete filhos.
Combateu na Revolução Farroupilha. Em 1840 comandou a tropa responsável pela prisão de Anita Garibaldi, em Curitibanos, a respeito de quem escreveu uma descrição muito favorável.  Em 10 de março de 1841, uma partida farroupilha, comandada por João Antônio da Silveira, entrou em Passo Fundo, destroçando uma guarda de fronteira do 10º Corpo de Cavalaria da Guarda Nacional, comandada por Melo Albuquerque.